# 达卡蒂亚河
达卡蒂亚河（英語：Dakatia River），是一条经流孟加拉国和印度的河流，长约207km。
达卡提亚河是孟加拉国跨境河流之一；它从印度巴格萨拉的特里普拉邦进入孟加拉国。达卡提亚以前是最重要的贸易渠道。在季风季节，它仍然可以在较低的地区航行通过乡村。河流上游地区全年都可通航。